# Cap Gris-Nez
Le cap Gris-Nez est un cap situé à Audinghen dans le Pas-de-Calais, à environ 15 km au nord de Boulogne-sur-Mer et 25 km au sud-ouest de Calais. Ce point du littoral français est l'un des plus proches de l'Angleterre (seulement 30,3 km).
C'est un site remarquable classé en zone naturelle d'intérêt écologique, faunistique et floristique dont le Conservatoire du littoral a acquis 130 ha.
Il forme, avec le cap Blanc-Nez situé à 10,9 km au nord-est, le Grand Site des Deux Caps, labellisé « Grand Site de France » depuis 2011. Cet ensemble est l'un des sites emblématiques du parc naturel régional des Caps et Marais d'Opale, et l'un des plus attractifs du nord de la France (2,5 millions de visiteurs par an).

## Localisation

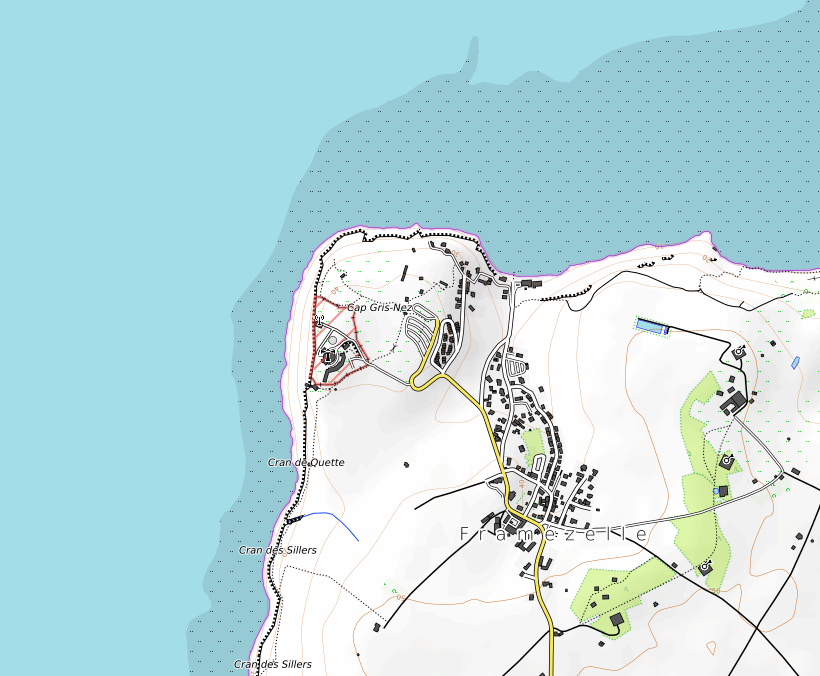
Carte topographique du cap.

Le cap est une falaise de 45 m de hauteur située sur le territoire communal d'Audinghen, entre les communes de Wissant et d'Audresselles, au cœur de la Côte d'Opale dans le département du Pas-de-Calais. Il fait partie de l'ensemble des falaises rocheuses du Boulonnais, entre les côtes sableuses picardes au sud et flamandes à l'est.
Cette avancée des falaises argilo-gréseuses se situe à seulement une trentaine de kilomètres de Douvres et constitue le point du littoral français le plus proche de l'Angleterre. Il constitue également, avec le cap Dungeness côté anglais, un goulet d'étranglement. Du sommet du cap, par temps clair, on a une belle vue sur les côtes anglaises et sur le cap Blanc-Nez.

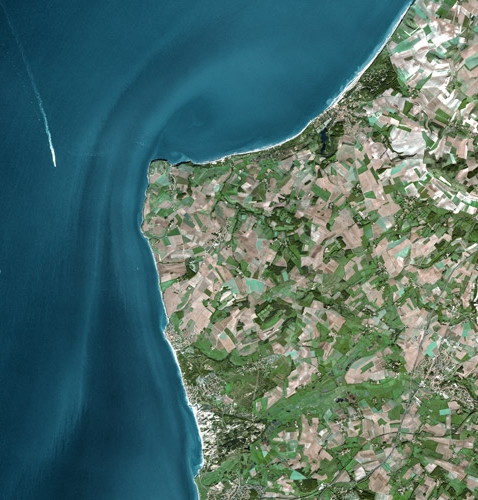
Cap Gris-Nez vu par le satellite Spot, avec un impact hydrosédimentaire fort, en raison d'une déviation (et turbulences associées) des courants du « Fleuve côtier » (masse d'eau moins salée en raison des apports en eau douce des « trois estuaires » situés plus au sud et remontant naturellement vers le nord).

## Le site

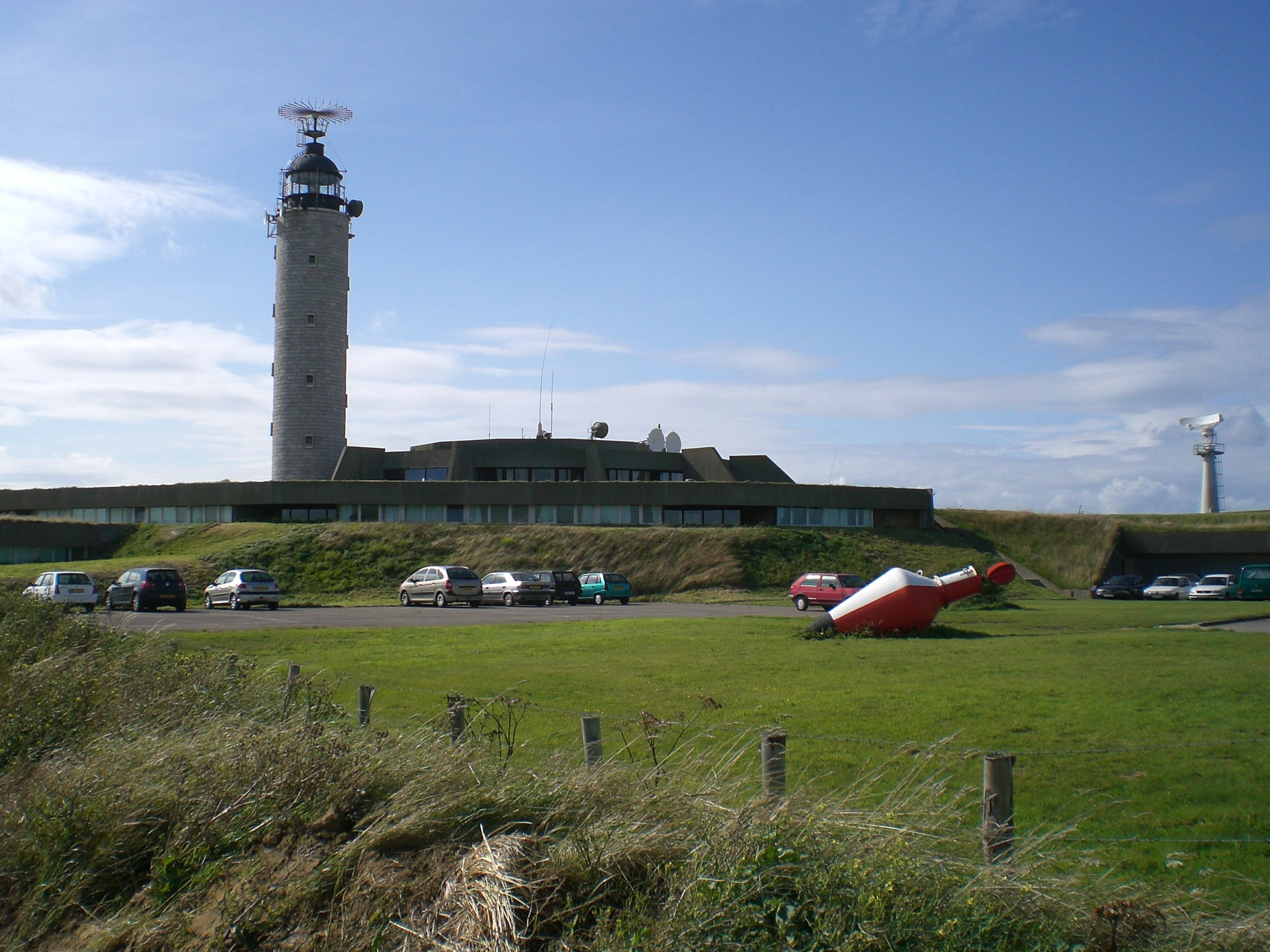
Le phare et à sa base le Centre régional opérationnel de surveillance et de sauvetage (CROSS).

Les deux caps conservent les séquelles de guerre des conflits de 14-18 et de la Seconde Guerre mondiale.
L'actuel phare du cap Gris-Nez de type tour cylindrique en maçonnerie de pierres apparentes, dont le faisceau porte à 45 km, est mis en service en 1957.
Celui-ci marque le point le plus étroit du pas de Calais, d'intérêt stratégique pour le transport maritime international, qui met en relation la Manche et la mer du Nord, les ports du nord et du sud de l'Europe. C'est un des détroits les plus fréquentés au monde avec plus de 500 mouvements de bateaux par jour en moyenne, transportant tout type de marchandises, dont des produits dangereux tels que des hydrocarbures, des matières chimiques ou radioactives. Ce sont plus de 200 000 navires par an qui circulent nuit et jour dans le détroit. 25 % du trafic maritime mondial de marchandises y transitent. 30 % des navires de fret maritime le fréquentant transportent des matières dangereuses, soit 166 millions de tonnes par an.
On trouve au pied du phare le Centre régional opérationnel de surveillance et de sauvetage (CROSS) qui est un organisme chargé de surveiller en permanence le pas de Calais où le trafic maritime est particulièrement intense. De plus, le détroit est réputé difficile du fait des courants, des vents parfois violents et des brouillards fréquents. Le CROSS Gris-Nez a pour mission de surveiller une zone allant de la frontière franco-belge au cap d'Antifer (Le Havre). Il veille au respect des règles de circulation dans le détroit. C'est ici que sont traités les appels de détresse des navires français à l'international.
Il existe un système de rails de circulation, séparé par une zone neutre, appelé « dispositif de séparation du trafic ». Les navires se dirigeant vers le nord longent la côte française (le rail montant), tandis que ceux en direction du sud longent la côte anglaise (le rail descendant), on peut le qualifier d'« autoroute à cargos ». Le trafic traversier concerne les navires devant traverser les rails de circulation (ferries, bateaux de plaisance et de pêche), celui-ci s'effectue obligatoirement à angle droit, au lieu de croisement du rail.

## Géologie
Le segment de côte situé entre le cap Gris-Nez et la pointe du Nid de Corbet, au nord du village d'Audresselles, est formé en totalité de falaises taillées dans les formations argileuses (argiles grises feuilletées de la formation dite des Argiles de Châtillon), gréseuses (Grès de la Crèche à faciès mamelonné) ou sableuses du Jurassique supérieur (Kimméridgien et Tithonien). Peu élevées (25 à 40 m de haut), ces falaises bénéficient d'une réputation internationale tant pour la stratigraphie du Jurassique supérieur et la tectonique régionale, que pour l'observation des oiseaux migrateurs.

## Aspects environnementaux et biogéographiques
Concernant les aspects marins et sous-marins, le cap Gris-Nez marque la frontière entre deux grandes zones écologiquement liées, mais aux caractéristiques hydrosédimentaires différentes, qui correspondent au sud à la Manche et au nord à la Mer du nord. Au sud du cap, l'importance du fleuve côtier plus riche en eau douce est très marquée (C'est en aval des estuaires une zone importante de nourricerie et de croissance de jeunes poissons). Elle s'atténue ou disparaît plus au nord. Les cellules hydrosédimentaires sont plus ou moins indépendantes les unes des autres mais a priori plus « ouvertes » que dans des mers fermées et sans marées telles que la Méditerranée. Le mouvement de l'eau dans ces cellules guide la sédimentation dans un système associant des zones puits (de dépôt) et des sources (de prélèvement). Des déséquilibres peuvent se traduire par un recul du trait de côte, ou d'une réduction locale de l'ensablement des pieds de digues ou falaise. Les milieux ainsi créés abritent des communautés végétales et animales différentes.
Le cap Gris-Nez est un haut lieu d'observation des oiseaux migrateurs, car le détroit est un point de passage d'importance pour nombre d'espèces migratrices. Il est pour cette raison très fréquenté par les ornithologues aux périodes des migrations (printemps et automne).
Le cap Gris-Nez est considéré comme un site majeur, d'importance paneuropéenne à protéger tant pour la conservation d'habitats naturels remarquables que pour les migrations de l'avifaune, mais il est, comme le cap Blanc-Nez, victime de dégradations liées à la surfréquentation du site (800 000 visiteurs par an au début des années 2000). C'est pourquoi, il bénéficie d'une opération de sauvegarde (7 mois de travaux prévus sur 30 ha en 2008, devant mobiliser 60 000 m3 de terre, pour mieux intégrer le parking, créer de nouveaux sentiers pédestre qui conduisent à trois belvédères en bois de chêne, sur les sites du « cran aux œufs » (chaos de grès en boules résultant non seulement d'une lente érosion mais aussi d'un éboulement dû aux argiles sous-jacentes), de la « baie des épaulards » et face à l'Angleterre), financés par le conseil général du Pas-de-Calais, le conseil régional du Nord-Pas-de-Calais, l'État et l'Union européenne.
Le site est classé pour son intérêt écologique et paysager. Une désignation complémentaire au titre du réseau Natura 2000 en mer est mise en œuvre en 2008. C'est un élément important de la trame verte régionale.
Vue de la falaise, on peut voir au sol, à marée basse un géotope remarquable (plissement géologique particulièrement marqué), qui fait partie des 57 sites patrimoniaux retenus en 2010 par l'inventaire hiérarchisé des sites géologiques remarquables.

## Histoire

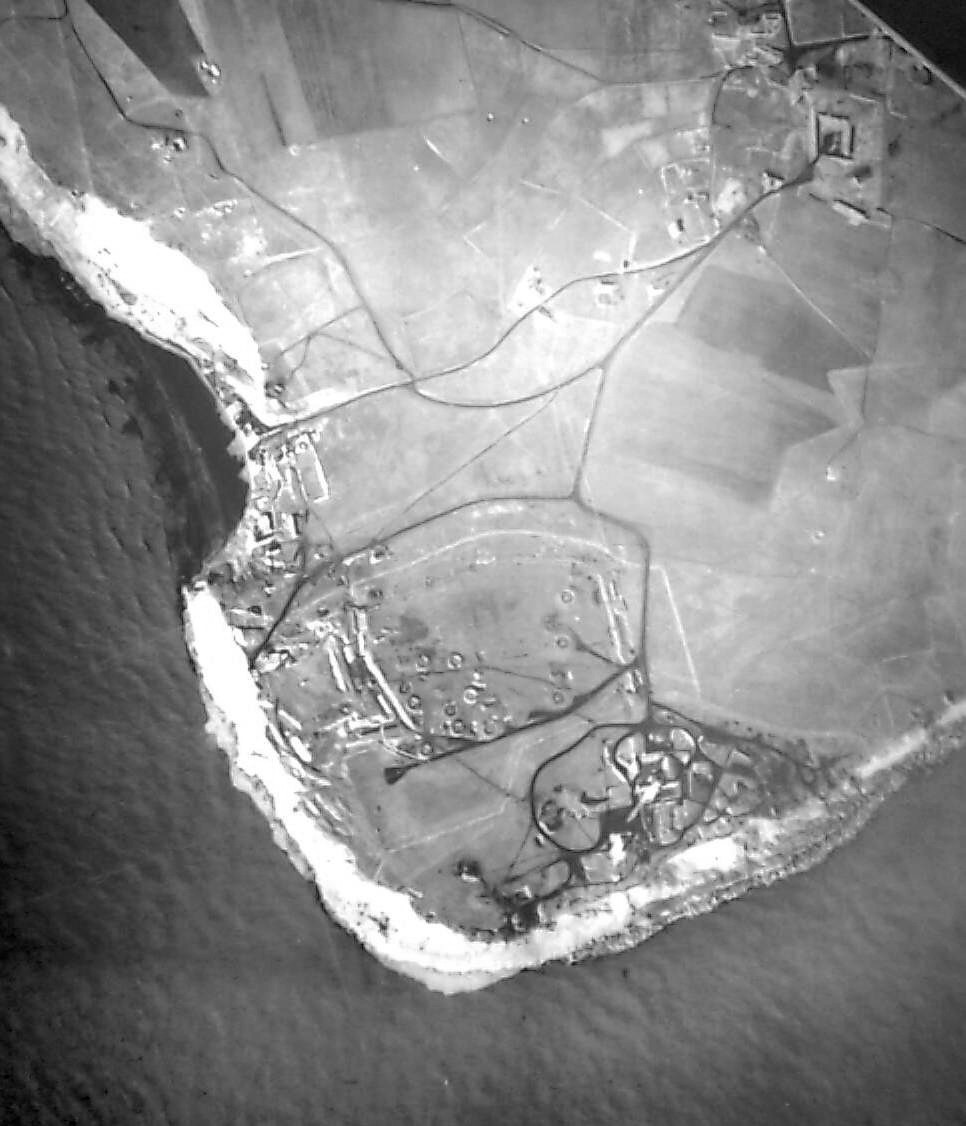
Cliché de reconnaissance pris par la RAF avant bombardement.

Le nom est issu du vieux flamand : Grisenesse ce qui veut dire « cap gris », l'élément -nesse étant issu du vieux saxon naes qui signifie « promontoire ». Un autre nom était Swartenesse « cap noir ».
La proximité des côtes anglaises et du détroit a fait du cap un lieu stratégique dans les guerres qui opposèrent la Grande-Bretagne à la France, ce qui valut au village d'Audinghen d'être plusieurs fois entièrement détruit.
Au sommet de la falaise, on trouve les ruines d'une forteresse anglaise construite par le roi Henri VIII au début du XVIe siècle.
Napoléon s'arrête au cap Gris-Nez le 1er juillet 1803, lors d'une inspection du littoral boulonnais. Il envisage alors la mise en place d'une ligne télégraphique optique transmanche. Le premier sémaphore de cette ligne est installé à la pointe du cap en 1805, sans attendre que soit accomplie la conquête de l'Angleterre qu'il envisageait.
C'est autour du cap Gris-Nez qu'eut lieu le combat du 27 au 29 septembre 1803, opposant la France et l'Angleterre. Le 18 juillet 1805, une bataille navale mémorable a lieu devant le Gris-Nez. Une flottille britannique avec une forte supériorité numérique poursuivait des bateaux hollandais qui cherchaient en longeant la côte à rejoindre le port d'Ambleteuse. Prévoyant une attaque de ce type, Napoléon a fait disposer sur le cap 300 pièces d'artillerie. Un déluge d'artillerie oblige les vaisseaux britanniques à battre en retraite.
Le capitaine de corvette Ducuing et ses hommes meurent le 25 mai 1940 (pendant la Bataille de France) en défendant le sémaphore, une stèle commémorative rappelle ce moment tragique.
Pendant l'Occupation de la France par la Wehrmacht, les Allemands construisent un blockhaus et une importante batterie d'artillerie côtière, la batterie Todt, au sud du cap, au lieu-dit Haringzelles. Le cap est libéré par les soldats canadiens en septembre 1944.

## Aménagements touristiques et protection du site

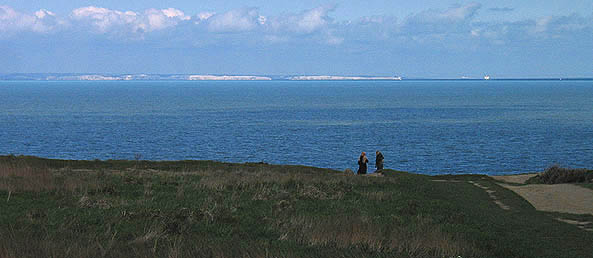
Vue des falaises de Douvres depuis le cap Gris-Nez.

Le cap Gris-Nez bénéficie d'une opération de sauvegarde de grande ampleur, menée par les collectivités locales, qui vise à restaurer le site avec renaturation des anciens parkings, création de sentiers accessibles à tous et effacement des ravines créées par le piétinement des visiteurs (près de 2,5 millions chaque année pour les deux caps).

## Traversées de la Manche à la nage
Chaque année, lorsque les coefficients de marées sont au plus faible et que la météo est favorable, des dizaines de candidats enduits de lanoline s'élancent depuis la Shakespeare Beach, au pied des falaises de Douvres, en direction de la France. En un siècle, près de 10 000 traversées ont été tentées, mais seules 1 600 ont abouti. « La distance n'est pas colossale, mais les conditions sont redoutables », détaille Stéphane Lorenzo, le premier Français handicapé à avoir effectué une traversée homologuée en 16 h 11 min, le 2 août 2010. Aujourd'hui, ce marathon aquatique est très encadré. Et même interdit, côté français, depuis 1999. La seule possibilité consiste donc à partir d'Angleterre où les associations : Channel Swimmer Association (CSA) et Channel Swimming & Piloting Federation (CS&PF), seules instances à valider l'épreuve, édictent des règles strictes,,. Escorté par un bateau dans lequel prend place un officiel de l'épreuve, le nageur doit sortir complètement de l'eau pour voir son temps homologué. Les éventuels ravitaillements en vivre ne peuvent s'effectuer qu'à l'aide d'une perche tendue depuis le bateau. La combinaison et les palmes sont interdits. Tenue exigée : maillot, bonnet de bain et lunettes de natation. La chronique attribue à un soldat de la Grande Armée, Jean-Marie Salati, l'origine du franchissement du détroit en 1817. Prisonnier des Anglais, il aurait regagné le continent à la force des bras.